# Raffaele Celia
Raffaele Celia (Catanzaro, 4 marzo 1999) è un calciatore italiano, difensore o centrocampista del Cesena.

## Caratteristiche tecniche
È un terzino sinistro abile tecnicamente, veloce e bravo in fase offensiva.

## Carriera

### Club
Cresciuto nei settori giovanili di Catanzaro e Sassuolo, con cui ha vinto un Torneo di Viareggio, il 17 agosto 2018 viene ceduto al Cuneo, con cui inizia la carriera professionistica. Il 7 agosto 2019 si trasferisce all'Alessandria, con cui il 13 ottobre seguente segna la prima rete in carriera, nella partita di Serie C pareggiata per 1-1 contro il Como; il 4 settembre 2020 il prestito viene confermato per un'altra stagione.
Il 27 agosto 2021, Celia passa a titolo definitivo alla SPAL, in Serie B, con cui firma un contratto triennale. Durante il suo periodo con il club ferrarese, colleziona complessivamente 74 presenze e cinque reti.
L'11 gennaio 2024, viene acquistato a titolo definitivo dall'Ascoli, in Serie B, con cui firma un contratto valido fino al 30 giugno 2025.
L'8 agosto 2024 firma un contratto biennale con il Cesena.

### Nazionale
Ha giocato nelle nazionali giovanili italiane Under-15 ed Under-16.

## Statistiche

### Presenze e reti nei club
Statistiche aggiornate al 17 maggio 2025.
| Stagione           | Squadra            | Campionato         | Campionato | Campionato | Coppe nazionali | Coppe nazionali | Coppe nazionali | Coppe continentali | Coppe continentali | Coppe continentali | Altre coppe | Altre coppe | Altre coppe | Totale | Totale |
| Stagione           | Squadra            | Comp               | Pres       | Reti       | Comp            | Pres            | Reti            | Comp               | Pres               | Reti               | Comp        | Pres        | Reti        | Pres   | Reti   |
| ------------------ | ------------------ | ------------------ | ---------- | ---------- | --------------- | --------------- | --------------- | ------------------ | ------------------ | ------------------ | ----------- | ----------- | ----------- | ------ | ------ |
| 2018-2019          | Cuneo              | C                  | 29+2       | 0          | CI-C            | 1               | 0               | -                  | -                  | -                  | -           | -           | -           | 32     | 0      |
| 2019-2020          | Alessandria        | C                  | 25+2       | 2          | CI+CI-C         | 0               | 0               | -                  | -                  | -                  | -           | -           | -           | 27     | 2      |
| 2020-2021          | Alessandria        | C                  | 32+6       | 2          | CI              | 1               | 0               | -                  | -                  | -                  | -           | -           | -           | 39     | 2      |
| Totale Alessandria | Totale Alessandria | Totale Alessandria | 57+8       | 4          |                 | 1               | 0               |                    | -                  | -                  |             | -           | -           | 66     | 4      |
| 2021-2022          | SPAL               | B                  | 27         | 0          | CI              | -               | -               | -                  | -                  | -                  | -           | -           | -           | 27     | 0      |
| 2022-2023          | SPAL               | B                  | 28         | 4          | CI              | 2               | 0               | -                  | -                  | -                  | -           | -           | -           | 30     | 4      |
| 2023-gen. 2024     | SPAL               | C                  | 17         | 1          | CI-C            | 1               | 0               | -                  | -                  | -                  | -           | -           | -           | 18     | 1      |
| Totale SPAL        | Totale SPAL        | Totale SPAL        | 72         | 5          |                 | 3               | 0               |                    | -                  | -                  |             | -           | -           | 75     | 5      |
| gen.-giu. 2024     | Ascoli             | B                  | 17         | 0          | CI              | -               | -               | -                  | -                  | -                  | -           | -           | -           | 17     | 0      |
| 2024-2025          | Cesena             | B                  | 27+1       | 0          | CI              | 3               | 1               | -                  | -                  | -                  | -           | -           | -           | 31     | 1      |
| 2025-2026          | Cesena             | B                  | 0          | 0          | CI              | 0               | 0               | -                  | -                  | -                  | -           | -           | -           | 0      | 0      |
| Totale Cesena      | Totale Cesena      | Totale Cesena      | 28         | 0          |                 | 3               | 1               |                    | -                  | -                  |             | -           | -           | 31     | 1      |
| Totale carriera    | Totale carriera    | Totale carriera    | 213        | 9          |                 | 8               | 1               |                    | -                  | -                  |             | -           | -           | 221    | 10     |

## Palmarès

### Club

#### Competizioni giovanili
- Torneo di Viareggio: 1

Sassuolo: 2017